# World Trade Center (1973-2001)
|  | «World Trade Center» redirigeix aquí. Vegeu-ne altres significats a «World Trade Center (desambiguació)». |

El World Trade Center (WTC) original fou un gran complex de set edificis al districte financer del Lower Manhattan a la ciutat de Nova York. Es va obrir el 4 d'abril de 1973 i va ser destruït l'any 2001 durant els atacs de l'11 de setembre. En el moment de la seva finalització, les Torres Bessones (l'original 1 World Trade Center, la Torre Nord, a 417 m; i la 2 World Trade Center, la torre sud, a 415,1 m) eren els edificis més alts del món. Altres edificis del complex incloïen el Marriott World Trade Center (3 WTC), 4 WTC, 5 WTC, 6 WTC i 7 WTC. El complex contenia 13.400.000 1.240.000 m² d'oficines.
Les Torres Bessones van ser dues grans edificacions dissenyades per l'arquitecte d'origen japonès Minoru Yamasaki.

## Història

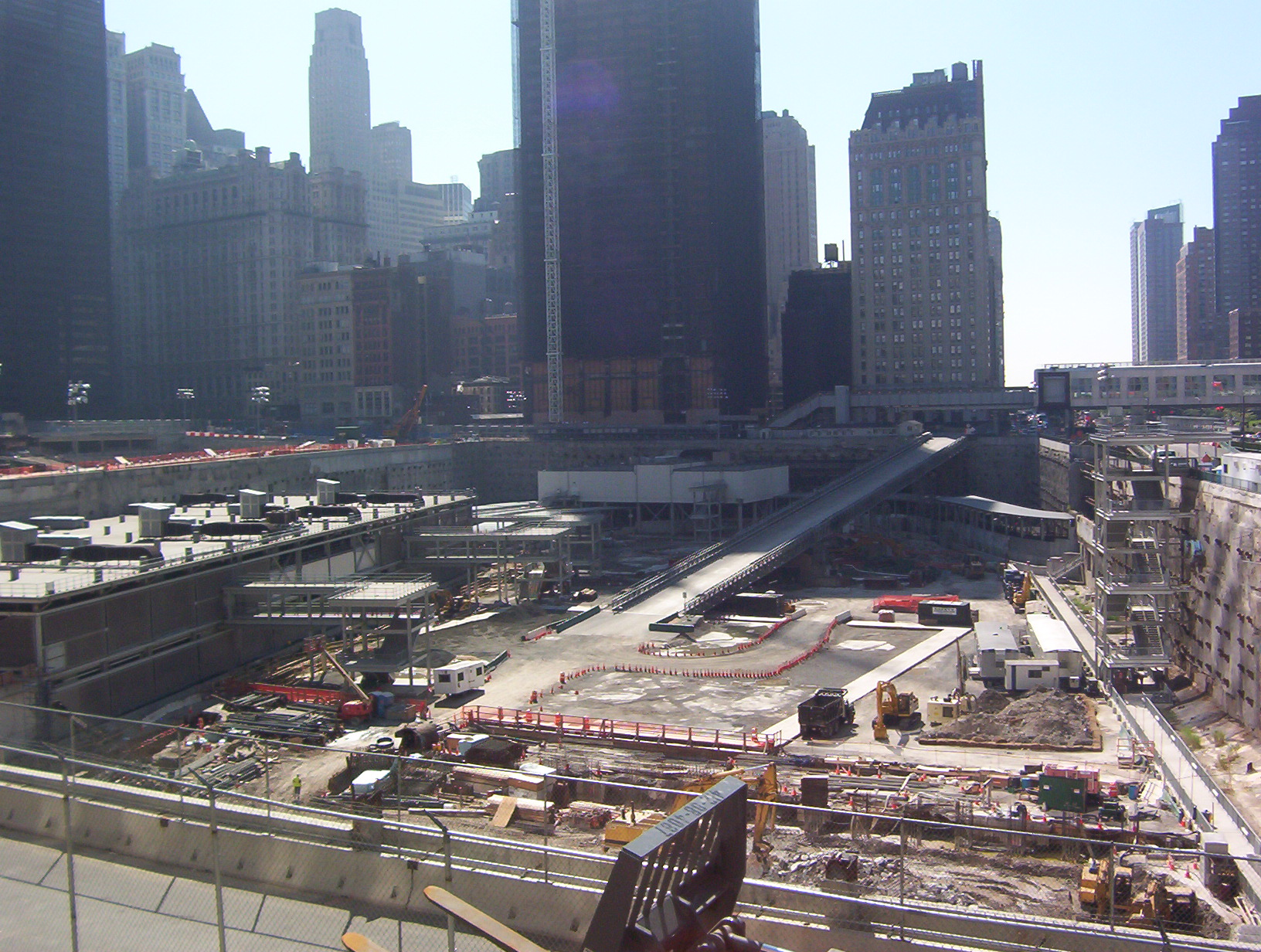
Zona Zero a l'octubre de 2006

El complex del World Trade Center va començar a edificar-se en 1963 amb la torre nord i a continuació la va seguir la torre sud. La primera es va acabar en 1972, i la segona en 1973, any en què va ser inaugurat el complex. Però a més de comptar amb les famoses torres, el World Trade Center albergava cinc edificis més: el WTC 3 o Hotel Marriott, edifici de 24 pisos amb 74 metres d'altura la construcció de la qual va acabar en 1981. El WTC 7, que era un edifici una mica retirat del centre del WTC, mesurava 174 metres, tenia 47 pisos i es va finalitzar en 1987. I per a acabar seguien el WTC 5, 4 i 6. Aquests edificis tenien entre 7 i 9 pisos i es van finalitzar entre 1972 a 1977.
El 26 de febrer de 1993 va explotar una bomba terrorista en els aparcaments de les torres, intentant esfondrar-les (només van tremolar) i van causar 6 morts i centenars de ferits. L'atac fou atribuït a al-Qaida
Les torres foren destruïdes per dos avions comercials segrestats en els atemptats de l'11 de setembre de 2001, atribuïts de nou a al-Qaida on van morir 2.997 persones, sense comptar les que van morir en altres llocs o en els avions sinistrats. Aquest ha estat el pitjor dels desastres a Nova York fins a la data.
El lloc on anteriorment es van alçar les torres bessones del WTC és conegut popularment com a Zona Zero (Ground Zero), i s'ha convertit en punt de convergència de turistes de tot el món. L'any 2002 es va obrir un concurs per tal d'adjudicar la construcció d'un edifici commemoratiu; entre els arquitectes participants hi havia Norman Foster, Santiago Calatrava i Charles Gwathmey. Actualment s'hi fan els treballs per a construir una torre de 541 metres d'altura, batejada com Freedom Tower (Torre de la Llibertat), per part de Daniel Libeskind, guanyador del concurs el 2003.

## Dades

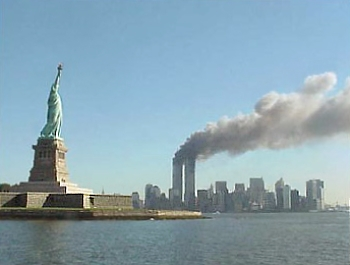
WTC en flames el 11-S amb l'Estàtua de la Llibertat en primer terme.

La Torre 2 tenia una altura de 415,5 metres, mentre que la torre 1 arribava fins als 417 metres (521 amb l'antena de televisió). Amb 110 plantes, eren les torres amb major nombre de plantes fins a la seva destrucció.
S'estima que les Torres Bessones contenien 200.000 t d'acer, 325.000 m³ de formigó, 300.000 m² de superfície envidrada corresponent a 43.600 finestres, 239 ascensors amb una capacitat mitjana de 55 persones, 71 escales mecàniques, 93 ha d'oficines, 50.000 treballadors i fins a 150.000 visitants al dia, en la seva majoria turistes estrangers. Sota les torres bessones hi havia una estació de trens i del metro de Nova York, la qual encara opera avui.

## Nou complex del World Trade Center

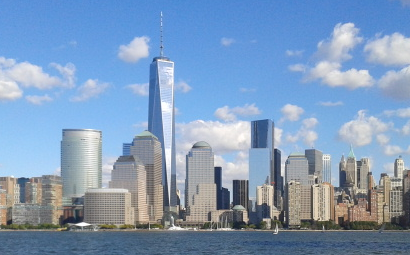
Vista del Lower Manhattan des de Jersey City l'any 2013. S'hi aprecien el One World Trade Center (a l'esquerra) i el Four World Trade Center (a la dreta).

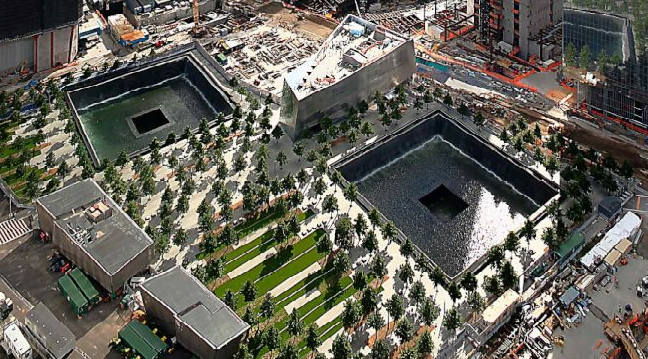
Vista aèria de les dues piscines del memorial del nou World Trade Center, amb una mida i una situació similars a les d'on s'erigien les Torres Bessones en el passat.

Immediatament després de la destrucció del complex original, es va iniciar el debat sobre la construcció d'un nou complex que el substituís. El novembre de 2001, el governador Pataki va crear la Lower Manhattan Development Corporation (LMDC), una commissió oficial per a supervisar el procés de reconstrucció. En un comunicat de premsa d'agost de 2002, la LMDC va anunciar que es celebraria un concurs de disseny per al pla mestre del nou World Trade Center. El 27 de febrer de 2003, l'Studio Daniel Libeskind va ser declarat guanyador del concurs i es va convertir així en l'arquitecte del nou World Trade Center. Malgrat que Libeskind va dissenyar el pla mestre del complex, els edificis serien dissenyats per diferents arquitectes.
La proposta original de Libeskind, titulada Memory Foundations («Fonaments de la memòria»), va ser sotmesa a extenses revisions en col·laboració amb Silverstein i Skidmore, Owings and Merrill, l'estudi d'arquitectura contractat per Silverstein. Tot i que no totes les idees de Libeskind es van mantenir en el disseny final, va aconseguir que es respectés la seva idea que les empremtes de les Torres Bessones havien de convertir-se en un memorial i no ser utilitzades amb finalitats comercials gràcies al suport que va aconseguir del públic. En el disseny del nou del World Trade Center hi havia nombroses parts interessades, inclosos Silverstein i l'Autoritat Portuària. A més, les famílies de les víctimes, els residents dels barris del voltant i altres col·lectius volien participar en les decisions. Les negociacions sobre el disseny definitiu del complex es van prolongar durant diversos anys i s'han considerat l'operació immobiliària més complexa de la història atesa la complexitat dels temes a tractar, els nombrosos grups d'interès involucrats i la dificultat d'arribar a un consens.
Després d'anys d'endarreriment i controvèrsia, el març de 2006 va començar la reconstrucció del World Trade Center. El nou complex inclou el One World Trade Center, 3 World Trade Center, el 4 World Trade Center, World Trade Center 7 i un altre gratacel d'oficines, el 2 World Trade Center i un altre d'usos mixtos Five World Trade Center. El nou World Trade Center també inclou un museu i un memorial, i un centre de transport de mida similar a la Grand Central Terminal.
El One World Trade Center, que té 541 m d'altura i és l'edifici principal del complex, es va completar el 30 d'agost de 2012 i l'últim component d'una agulla es va instal·lar el 10 de maig de 2013. El 4 World Trade Center va obrir les portes el novembre de 2014, i el World Trade Center 7, primer edifici construït del complex, es va inaugurar el 23 de maig de 2006. El National September 11 Memorial & Museum està acabat: el museu va obrir les portes el 21 de maig de 2014, i el memorial l'11 de setembre de 2011. El World Trade Center Transportation Hub va obrir al públic el 4 de març de 2016. El 3 World Trade Center inaugurat l'11 de juny de 2018. La construcció del 2 World Trade Center es va paralitzar l'any 2009, i el 2015 se'n va anunciar un nou disseny.

## En la cultura popular

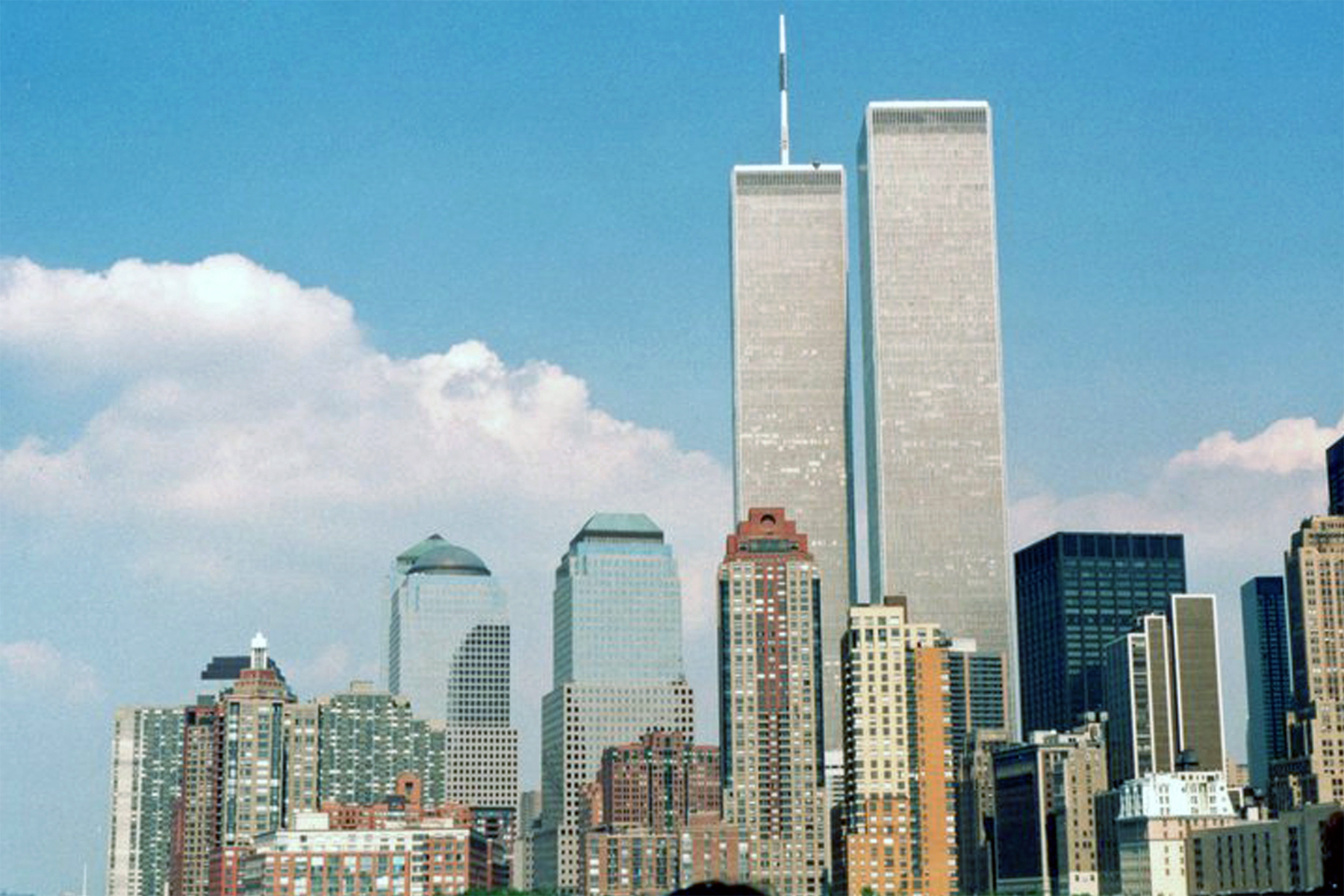
Les Torres Bessones del World Trade Center original, la tardor de 1993.

El World Trade Center original va ser una construcció simbòlica que va aparèixer en nombroses pel·lícules, així com en molts programes de televisió, dibuixos animats i còmics, videojocs i vídeos musicals. Potser les pel·lícules més destacables en les quals apareix siguin Godspell (1973), King Kong (1976), Raise the Titanic (1980), Trading Places (1983), Cat's Eye (1985), Working Girl (1988), Sol a casa 2: Perdut a Nova York (1992), Super Mario Bros. (1993) Daylight (1996), Homes de Negre (1997), Godzilla (1998), Stuart Little (1999) i The Walk (2015).
Els esdeveniments sobre els atemptats de l'11 de setembre de 2001 van ser retratats en diversos documentals i pel·lícules, incloses dues importants pel·lícules realitzades l'any 2006, World Trade Center, d'Oliver Stone, i United 93, de Paul Greengrass. En diverses pel·lícules estranades després de l'11 de septiembre de 2001 es van decidir eliminar les torres digitalmente. Després dels atemptats, la majoria dels programes reemesos per la televisió van optar per no exhibir les torres, tallant les parts en què apareixien, com va passar amb alguns capítols de Friends i de Els Simpson. Les preses del World Trade Center van ser retirades de les seqüències d'obertura de les sèries d'HBO Sex and the City i The Sopranos, en episodis realitzats després de la destrucció dels edificis, com a senyal de respecte per les víctimes de l'11 de setembre. En el final de temporada de la sèrie de la Fox Fringe, el World Trade Center es veu intacte en un univers paral·lel de la ciutat de Nova York.
La trama de l'episodi pilot de The Lone Gunmen (un sèrie derivada de The X-Files), que es va estrenar el març de 2001 (sis mesos abans dels atacs), se centra en un complot dirigit per serveis secrets del govern per fer estavellar un avió de passatgers contra una de les Torres Bessones, utilitzant el pilot automàtic. La idea era fer recaure la responsabilitat dels fets a un país estranger per aconseguir augmentar el pressupost de defensa militar. En el capítol, l'objectiu és frustrat pels protagonistes, que pugen a l'avió i desactiven el maliciós sistema de pilotatge automàtic segons abans que l'avió s'estavelli contra el World Trade Center.
Havien pensat incloure les torres a les pel·lícules Spiderman, estrenada als Estats Units el maig del 2002. De fet, en el primer tràiler un grup de lladres escapen en un helicòpter d'un robatori a un banc, però llavors són atrapats per una gran teranyina estesa entre les Torres Bessones del World Trade Center original. Després dels atacs, aquest tràiler va ser retirat, i tota referència a les torres a la pel·lícula va desaparèixer. També cal destacar una breu aparició de les Torres Bessones a l'OVA 1 de Shin Getter Robo vs Neo Getter Robo, publicat l'any 2001.
La pel·lícula de 2018, En Ralph destrueix internet, de Walt Disney Animation Studios, té la mateixa característica de la torre sud, que es veu com la torre Google amb el nom i els colors del programa.